# パトモス島

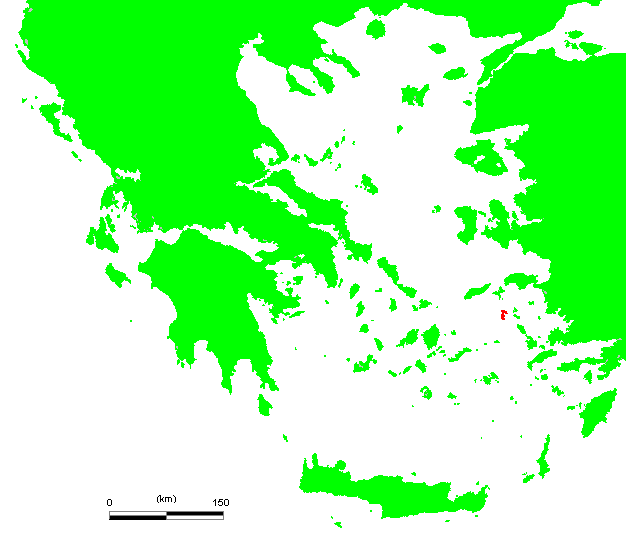
パトモス島の位置

パトモス島 (パトモスとう、Patmos, Πάτμος) は、トルコ沿岸部から程近いエーゲ海に浮かぶギリシャの小島。サモス島の南35キロメートルの所にあり、ドデカネス諸島の最北部の島である。
「ヨハネの黙示録」の著者ヨハネが、イエス・キリストから啓示を受けたとされる島として知られている。島内には、そのヨハネが啓示を受けたとされる洞窟が残っており、丘の上の神学者聖ヨハネ修道院やそれを囲む旧市街ホーラとともに、ユネスコの世界遺産に登録されている（登録名は「神学者聖ヨハネ修道院と黙示録の洞窟を含むパトモス島の歴史地区 (ホーラ)」）。

## 地理
島の面積は34.6km2 で、人口は3,283人（2022年国勢調査）。島のなかで首都に当たるのはホーラだが、現在では港町のスカラの方が大きくなっている。

## 歴史
ローマ帝国はこの島を流刑地として用い、西暦95年には使徒ヨハネがドミティアヌス帝によってこの島に流されたとされる。ヨハネはこの島でイエス・キリストの啓示を受け、「ヨハネの黙示録」を執筆したと、キリスト教では伝統的に受け止められてきた（歴史的には議論がある）。
その後、人の住まわぬ土地となっていたが、東ローマ帝国コムネノス王朝のアレクシオス1世が、1080年に正教会のクリストドゥーロスにパトモス島を下賜したことから、大きく変わった。
1088年には、丘の上にあったアルテミスの神殿に代えて、神学者聖ヨハネ修道院が建てられた。1138年には、修道院は城壁の回りに住民が住むことを許可した。これがホーラの始まりである。ホーラは外敵の侵入に備えて要塞化されていった。

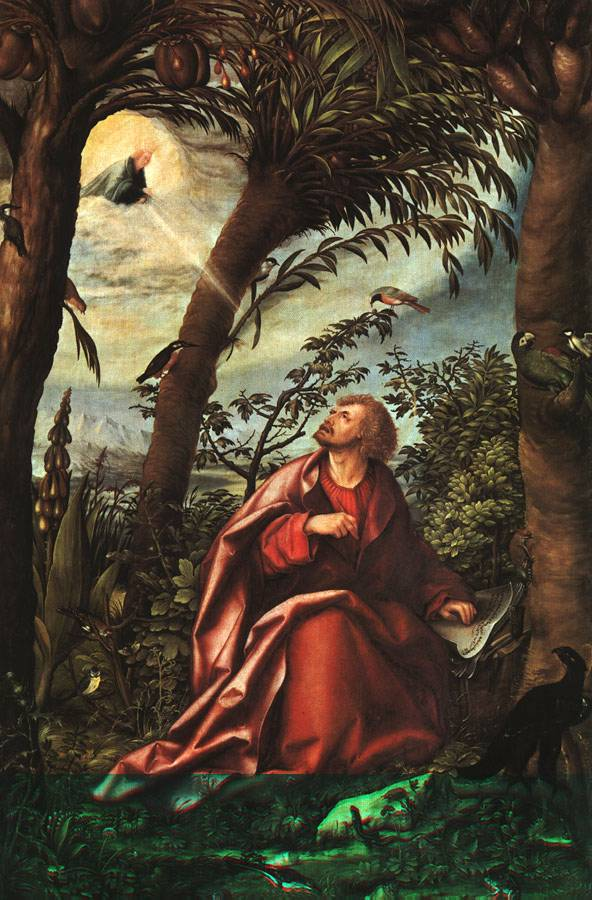
パトモス島で啓示を受ける聖ヨハネ

1207年にはヴェネツィアの支配を受け、1537年にはオスマン帝国の領土となった。トルコの支配は1912年まで続いた。